# 陈亚浙
陈亚浙（1939年—2019年），男，福建人。北京大学数学科学学院教授。

## 生平
1939年10月14日出生于福建厦门鼓浪屿。1956年至1962年就读北京大学数学力学系数学专业。毕业后留校任教，历任数学系助教、讲师、副教授、教授、博士生导师，享受国务院政府特殊津贴。
20世纪80年代和90年代，先后应邀到意大利佛罗伦萨大学、罗马大学和美国西北大学访问讲学，在国际偏微分方程研究领域处于前列。
2004年退休。2019年8月11日在北京逝世，享年80岁。

## 著作
- 陈亚浙; 吴兰成. . 科学出版社. 1991年4月. ISBN 9787030021335.
- 陈亚浙; 姜礼尚; 刘西垣; 易法槐. . 高等教育出版社.